# Vîșneve, Starobilsk
Vîșneve (în ucraineană Вишневе) este localitatea de reședință a comunei Vîșneve din raionul Starobilsk, regiunea Luhansk, Ucraina.

## Demografie
Componența lingvistică a localității Vîșneve
     Ucraineană (92,29%)
     Rusă (7,28%)
     Alte limbi (0,29%)
Conform recensământului din 2001, majoritatea populației localității Vîșneve era vorbitoare de ucraineană (92,29%), existând în minoritate și vorbitori de rusă (7,28%).